# サテライト船橋
サテライト船橋（サテライトふなばし）は、千葉県船橋市若松に所在する競輪の場外車券売場である。
当施設はオートレースの場外車券売場であるオートレースふなばし（オートレースふなばし）を併設しており、本項では同一施設として記述する。

## 概要
2008年に船橋オートレース場（以下船橋オート）内で競輪場外車券発売施設『サテライト船橋』として開設された。船橋オート廃止により2016年4月に現在地へ移転、オートレース場外『オートレースふなばし』を併設している。『サテライト船橋』は松戸競輪場の開催を中心に車券を発売し、全ての特別競輪と記念競輪、および一部のナイター競走も含め最大1日4場発売、『オートレースふなばし』はナイター開催を含め最大1日2場発売している。
建物は平屋建て、館内は一般席・有料席・喫煙スペース・売店に分けられている。一般席はワンフロアに競輪・オートレースのモニター、自動券売機がそれぞれ設置されており、レース実況も同時に放送される。場外車券発売施設としては珍しく屋外席があり、南側にはモニターと自動券売機を設置。開催状況により競輪、オートレースの発売台数を切り替える。東側には大型のテントとモニターが設けられ、船橋オートから移転した5軒の予想屋(洋ちゃん・ヤンキー社・金ちゃん・ミスター船橋・京ちゃん)が営業している。
3,000円/日のボックス席、2,000円/日のオープン席があり、専用PCで競輪・オートレース両方のモニターが可能。有料席では備え付けのヘッドフォン着用が必須である。
施設は隣接の船橋競馬場と同じく株式会社よみうりランドが所有しており、店名を「よみうりランド船橋場外」としている。なお船橋競馬場とは別の住所表示である。

## 歴史
船橋オートの施設所有者だった株式会社よみうりランドが2008年12月に船橋オートの山側第2スタンド2階を改装し『サテライト船橋』としてオープンした。これは同年のJKA発足後、競輪・オートレース間において初の相互販売施設であり、オートレース場敷地内としては唯一の競輪場外車券発売施設であった。運営業務は施行管理者の松戸市が主催する松戸競輪場を所有する松戸公産株式会社へ委託、マスコットキャラクターは遊園地よみうりランドのマスコット「ランドドッグ」を使用した。
しかし2014年8月に船橋オートの廃止方針が発表された際、当時の施行者（千葉県および船橋市）は廃止後もオートレースの場外車券売場を残すことを示し、株式会社よみうりランドが近隣の船橋競馬場の土地を自社で所有していることから、その駐車場として使用している土地の一角に新たな競輪・オートの場外車券売場を設置することになった。
そして2016年3月31日船橋オート廃止翌日、競輪場外移転が発表され、新たにオートレース場外も併設する形で、同年4月8日より現在地で『サテライト船橋・オートレースふなばし』としてオープンした。

## 交通アクセス
- 京成本線船橋競馬場駅下車、徒歩5分。
- 京葉線南船橋駅南口バスターミナルより「船橋場外」行き無料送迎バスで約8分（1時間3本程度を京成バスシステムにより運行）。
  - 南船橋駅から徒歩10分

船橋競馬場・オーケー船橋競馬場店共用駐車場（640台）が1日500円（入庫30分間無料、オーケー船橋競馬場店の買い物金額により駐車サービスあり）で利用可能。ただし、4月30日から5月5日までは隣接するららぽーとTOKYO-BAYへの人出に加え、船橋競馬場でかしわ記念が行われるため、駐車場満車による周辺道路の交通麻痺を防ぐため、駐車料金は2000円/日に値上げされる。運営会社は公共交通機関での来場を呼び掛けている。